# シェーン・バーカリー

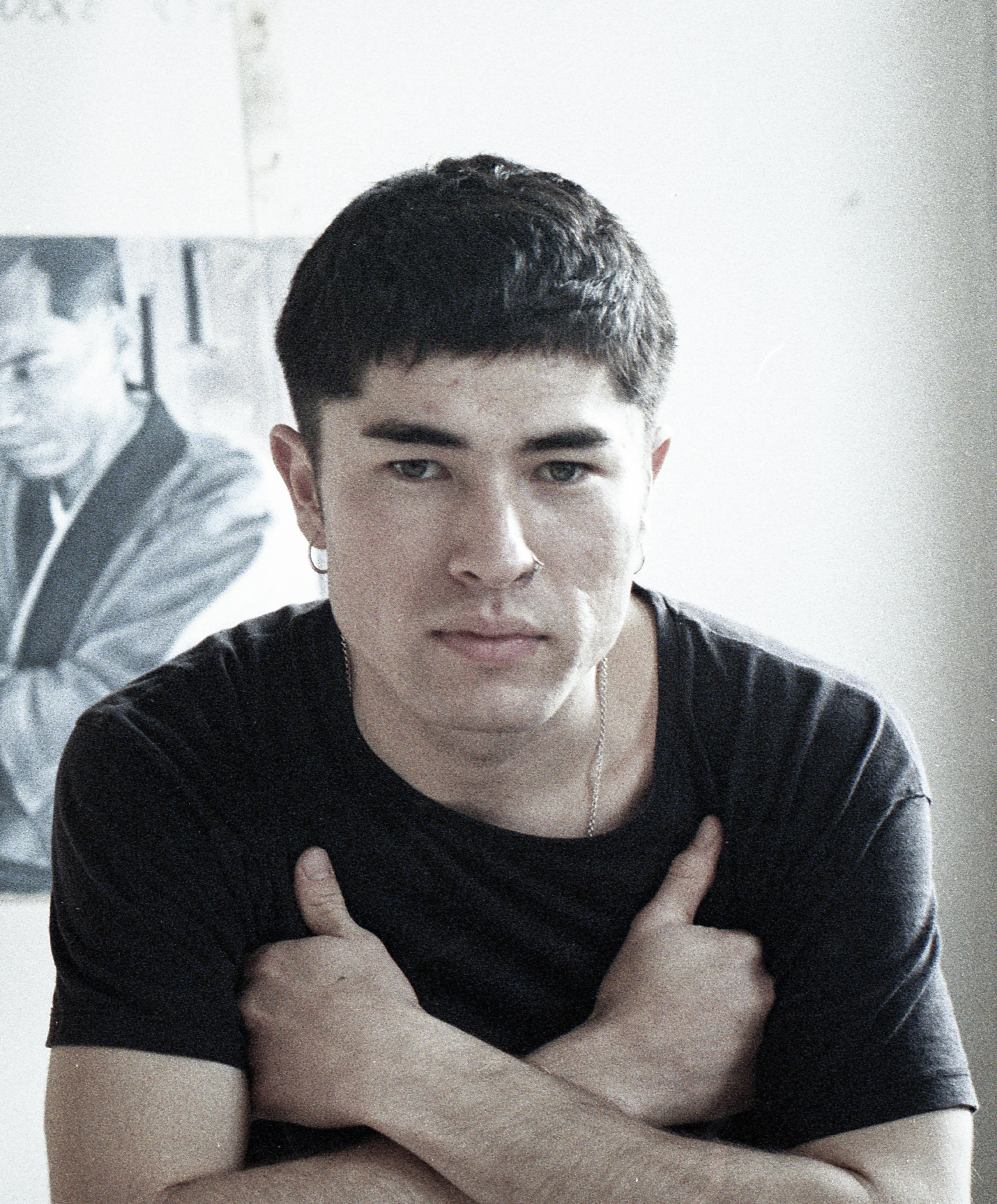
自身のスタジオで撮影

シェーン・ケイスケ・バーカリー（Shane Keisuke Berkery、1992年4月9日 - ）は、アイルランドのダブリンを拠点に活動しているアイルランド系日本人画家。

## 経歴
2015年、アイルランド国立美術デザイン大学の卒業制作展に、カレッジの運営方法に抗議して大学のディレクターのヌードを提出し、物議を醸した。絵は後に撤回された。